# Дуалістичні міфи
Дуалісти́чні мі́фи — міфи, що пояснюють будову світу, як поєднання протилежних явищ та символів. Це міфологічні уявлення, засновані на протиставленні двох рядів символів, які вважали корисними або шкідливими для племені (або його частини, наприклад, фратрії), народу, певної релігійної групи тощо.
Дуалістичні міфи послідовно відтворюють універсальні подвійні класифікації, засновані на відповідності біологічних (чоловік та жінка), соціальних (дуальна організація суспільства) і психологічних характеристиках міфологічних опозицій світла та пітьми, правого й лівого, сонця та місяця, космосу та хаосу і т. д., містить навіть протиставлення добра і зла.

## Причини виникнення
Передумови появи дуалістичних міфів закладені в особливостях людської психіки. Згідно з розповсюдженими психологічними концепціями (М. Кляйн та інші), поділ світу на опозиційні категорії спостерігається у дітей. Класифікація, похідною якої є дуалістичні міфи, присутня в іграх для дітей віком приблизно 4 років.
Згідно з дослідженнями О. М. Золотарьова, соціальним та культурно-історичним підтекстом ранніх дуалістичних міфів була дуалістична організація суспільства, що поділяла плем’я на дві частини, з подальшими розділами надвоє.

## Особливості
Дуалістична міфологія — не рідкісний випадок двійкової символічної класифікації, у якій у багатьох племен з найбільш архаїчною соціальною організацією будова світу пояснюється завдяки протиставленню пар космічних символів (сонце — місяць, чоловічий — жіночий, правий — лівий). Кожен з цих рядів символів та явищ створюється одним з двох протилежних і взаємопов’язаних міфологічних створінь. Пізні дуалістичні міфи постають у релігійно-філософській системі, що має безпосередній зв’язок з їхнім первісним середовищем (див. Релігійний дуалізм та Філософський дуалізм).

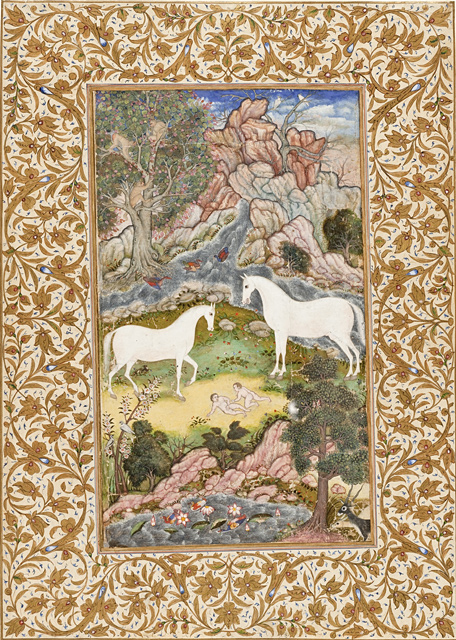
Народження водійських божественних близнюків Ашвінів. Малюнок XVI століття

Архаїчна міфологія охоплює дуалістичну космогонію, що описує створення світу двома братами, частіше — близнюками. В цих близнюкових міфах брати — творці протилежних один одному рядів явищ. У міфі північноамериканського індіанського племені кагуїлла Темаяуїт — творець східного світу, білої землі, підземних істот, а його брат Мукат — західного світу, чорної землі, людей.(Див. близнюків Дьяй і Епі в тукуна.)
У дуалістичних міфах, що поділяють світ на добро і зло, деміург — бог неба — опозиція володаря пекла. Також яскравими прикладами є алтайські Ульгень та Ерлік, обсько-угорські Нумі-Торум та Куль-Отир. В індійській міфології творцем усього живого виступає Праджапаті, за основу богів-дев він бере день, для деомнів-асурів — ніч. Один створює землю та корисних тварин, інший — творить рельєф та шкідників. Протагоніст робить людину досконалим створінням, антагоніст впроваджує вади, хвороби та ін. 
У міфах ірокезів та гуронів бог Іоскеха постає як творець усього корисного у світі, а його молодший брат-близнюк Тавіскарон — навпаки, усього шкідливого. Скандинавський Одін — батько асів, Локі — гтоничних потвор. У маздаїзмі, маніхействі та богомильстві позитивний образ Творця створює все хороше, корисне для людини, а негативний образ — лише шкідливе. В «Авесті» також духи добра і зла — близнюки.
Найважливішою ідеєю дуалістичної міфології є боротьба двох начал. Близнюкові міфи часто мають мотиви суперництва між братами. Поранений Іоскехою Тавіскарон задля порятунку ховається у підземному царстві, Іоскеха ж повертається на небо.
У ведійському космогонічному процесі важливе місце посідає боротьба бога Індри з демоном Врітрою, що є втіленням хаосу, руйнування та сумління. Агура Мазда — верховний бог і творець світу або ж батько деміурга в зороастризмі. Він стоїть над боротьбою добра і зла або бере у ній участь особисто.
Протилежні речі можуть бути сильно поєднані. Розповсюдженим є мотив космічних творців-родителів. Наприклад, небо-батько та земля-мати. В індуїстській міфології богиня Лакшмі — дружина Вішну, який є персоніфікацією золотого лотосу, що виростає з космічного тіла Вішну й ототожнюється Всесвіту. У міфологічній системі шайвізму образ Шиви безпосередньо пов’язаний з образом його дружини Деві. Ця пара вважається батьками Всесвіту. У китайській міфології будова світу та буття розглядаються як результат взаємодії, а не протистояння, інь та ян, темного та світлого начал, що прагнуть один одного.
Також один з героїв дуалістичних міфів може підкорятися іншому. В алтайській міфології носій темного начала Ерлик — молодший брат наявного до створення неба та землі Ульгеня. Ульгень створив Ерлика, останній пірнув за землею і приніс її, після цього Ульгень створив суходіл та людей. Коли ж Ерлик створив народ, розгніваний Ульгень наказав йому стати чорним та йти на захід, а створеному Ульгенем білому народу — на схід. Схожі мотиви повторюються у міфах північної та центральної Євразії.
Певний порядок співвідношень (чоловік — жінка, море — суходіл, гори — долини), встановлений у певну епоху, з часом видозмінювався (в айнів та інших).
Протилежності можуть бути зведені до спільних абстрактних принципів. У ведійській міфології було наявне поняття ріти — загальноприйнятого космічного закону, що визначав перетворення невпорядкованого стану в упорядкований і забезпечував збереження основних умов існування Всесвіту; істини. Риту визначають не ззовні, цей закон сам визначає себе. Вона керує Всесвітом та визначає порядок усього, навіть свій власний. Установлена була богами адитіями, що оберігають її. Опозиційна сторона — анріта — невпорядкованість. Основа іранської міфології — вчення про боротьбу двох взаємозаперечних космічних принципів. Арта (Аша Вахішта) — висвітлений вогнем, суспільно-моральний закон про будову світу. Йому протистоїть Другу — втілення пітьми, брехні та ритуальної скверни. Ці образи близькі до ведійського міфу про космічний закон, та постають індоєвропейськими прототипами. Табір богів та демонів поділявся на прихильників того чи іншого образу. Очільником перших був Ахурамазда, других — Анхра-Майнью. У китайській міфології розвилося уявлення про взаємодоповнювальних один одного началах, інь та ян.
У дуалістичних вченнях іранської міфології абсолютизували протиставлення духа та тіла — наприклад, у маніхействі.

## Окремі міфології

### Індійська й іранська міфології
У давньоіндійському міфі, який містився у «Майтрайяні-самгіті» та «Бгаґавад-Ґіті» (VIII, 24, 25), Праджапаті створив вгорі богів-девів, за основу яких було взято день, а внизу з ночі були народжені демони-асури. Боги були білими, асури — чорними; бог — то правда, асур — обман; богів Праджапаті створював правою рукою, асурів — лівою; богів наділив силою, асурам же дісталось не так багато сил, що і стало причиною їх зникнення. Дуалістичні мотиви прослідковуються також у давньоіндійському епосі «Магабгарата».
У родинній давньоіранській традиції, згідно з «Авестом», навпаки, агура (від «asura») — верховне створіння (звідси Агура Мазда), агури — добрі боги, натомість у давньоіндійській міфології створіння, що мають таку ж назву, — демони, пов’язані з пеклом, брехнею.

Таким чином, у різних джерелах можемо помітити різні шляхи розвитку сюжету побудови світу, відмінність іранської міфології від індійської може бути пов’язана з розділенням покровителів певних етнічних груп (в індо-іранців — асури, в індо-аріїв — деви). Дуалістична традиція «Авести», яка чітко поділяє дві головні сили світу, є однією з перших спроб систематизації дуалістичної міфології.

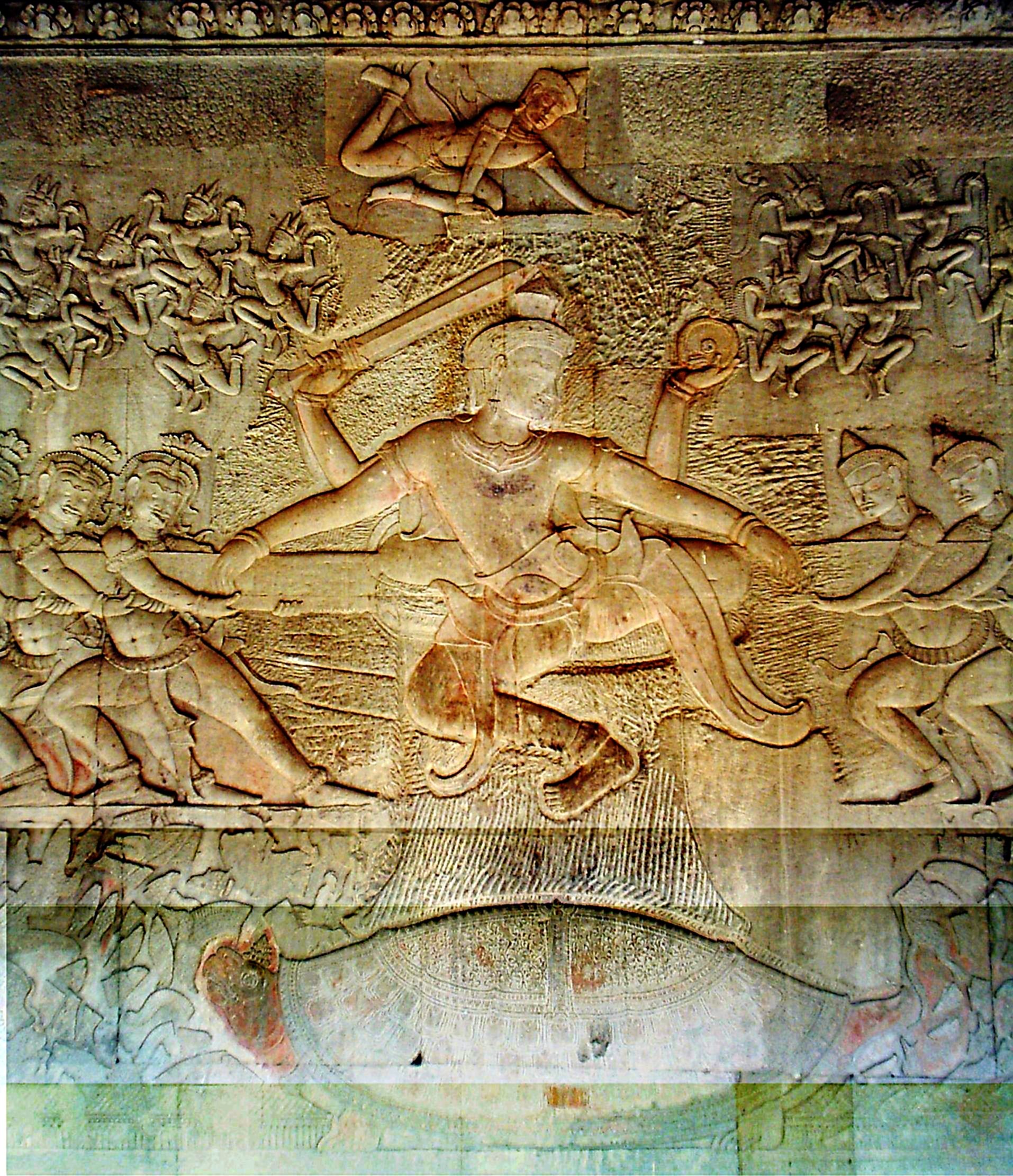
Вішну в центрі, асури зліва і деви справа
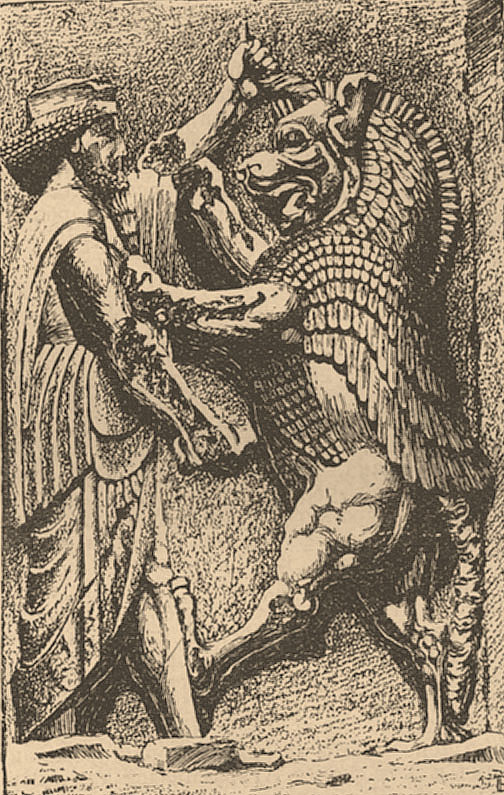
Бій Агура Мазди з Анхра-Майнью

### Єгипетська міфологія

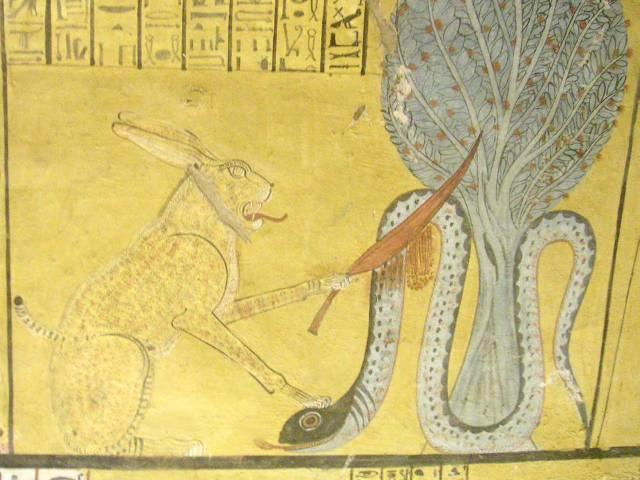
Ра в образі кота вражає Апопа, величезного змія, який уособлює хаос

Східні дуалістичні теорії були присутні й в єгипетській міфології. Протистояння богів Гора та Сета символізувало протистояння землі та неба, землі та нижнього світу, правої та лівої сторони, чорного та червоного кольорів, народження та запліднення, влади та сили, життя та правління, буття та становлення. Усесвіт — система пар збалансованих протилежностей. Увесь світ — це пара: «небо — земля»; усередині землі був поділ на «частину Гора» та «частину Сета», «північ та південь», «дві землі» та «два береги (Нілу)».

### Китайська міфологія

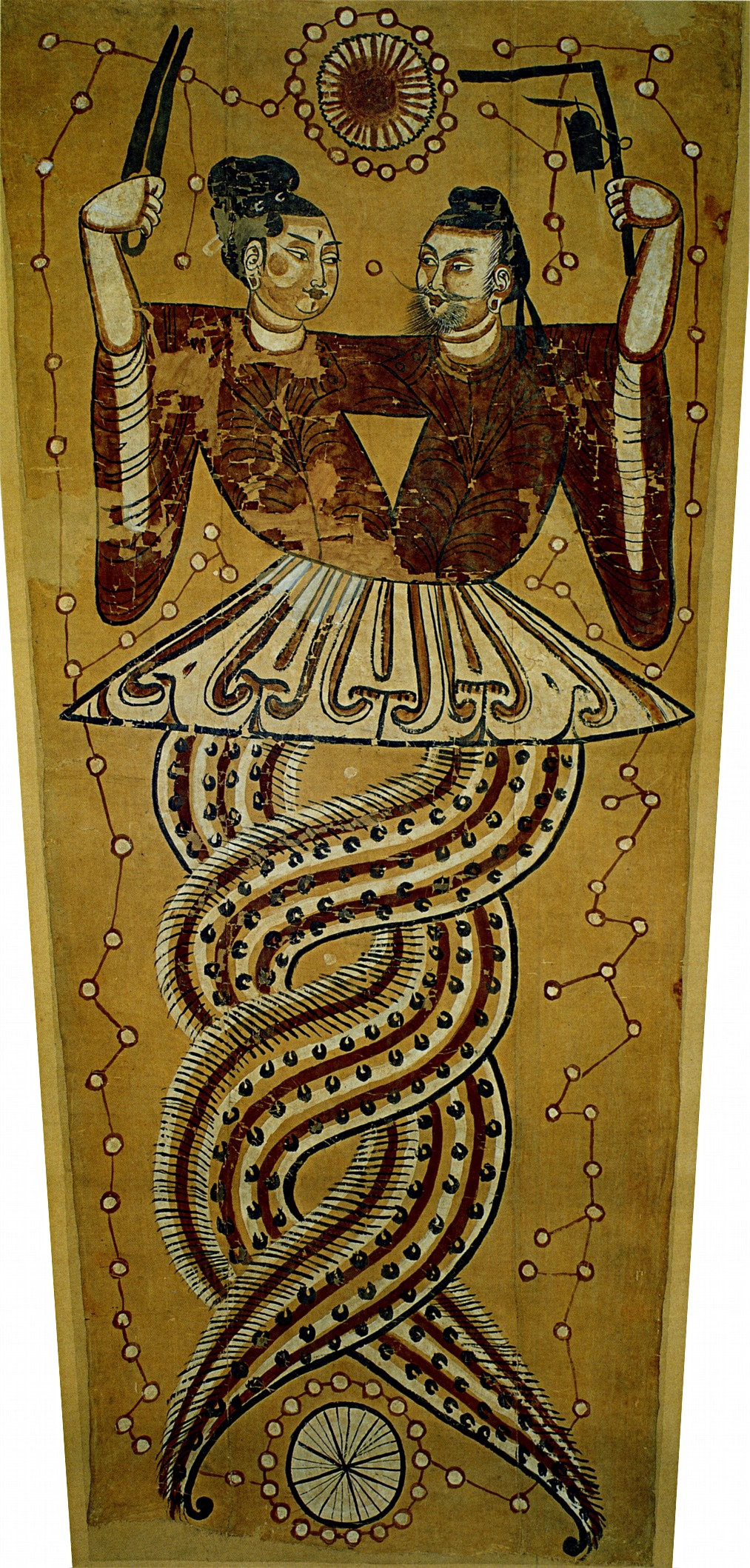
Фу-сі й Нюй-ва. Середина VIII століття

Головною ідеєю китайських дуалістичних міфів є рівновага чоловічого, позитивного та активного начала ян і жіночого, негативного та пасивного начала інь. У назві давньокитайського чародія-жерця поєднувались обидва протилежних символи інь та янь.
У Китаї, як і в Єгипті, розвинутій концепції полярних протилежностей передувало конкретне уявлення про два начала світу, що поєднувалися двома божественними створіннями Фу-сі та Нюй-ва — брат і сестра — згідно з найдавнішою версією, чоловік та дружина — за більш пізньою. В Ханьську епоху вони втілювалися в образах двох чудернацьких створінь з головами людини, що перепліталися унизу зміїними хвостами та тримали в правій і лівій руці протилежні символи.

### Стародавня Греція
У європейській традиції перехід до абстрактного набору полярних протилежностей, що майже повністю відтворювали системи, які були розроблені у вченнях мислителів Східної Азії, зображувався в піфагорівців, які згідно зі словами Арістотеля («Метафізика» І, V): «Приймають десять начал, що йдуть одним рядом — межа та поза межею, повага та неповага, єдине та множинне, праве та ліве, чоловіче та жіноче, покійне та живуще, пряме та криве, світло та пітьма, добро та зло, чотирикутне та різностороннє».

### Юдаїзм
У кумранських текстах («Статут війни», «Книга таємниць») абстрактні протилежності моральних категорій (правди та брехні) поєднуються з конкретними міфологічними сюжетами війни синів світла та синів пітьми. У кумранському «Коментарі на книгу Гавакука» у стилі дуалістичних протилежностей осмислюється відмінність між грішним священником та вчителем праведності.
У цілому в головних течіях юдаїзму дуалістична ідея майже відсутня.

### Християнська культура
Якщо порівнювати ранню євангельську літературу з кумранськими текстами, то перша відрізняється надзвичайно слабкою яскравістю дуалістичних мотивів, натомість концентрує увагу на монізмі.
Ймовірно, під східним, зокрема й іранським, впливом у середньовічній Європі виникають уявлення, приближені до дуалістичних — у єресях, починаючи з богомилів (Болгарія та Сербія), що ототожнювали «архонта світу сього» (Бога Старого Завіту) з грішним янголом і євангелійським «правителем невірним». Фундагіогіти (Мала Азія) вважали, що архонт створив увесь земний світ після свого падіння, а людська душа була викрадена князем пітьми в Бога. Згідно з вченням ломбардських катарів, земний світ створив Сатана, що виступав як самостійна сила — син «бога пітьми».
Типологічно схожі з образами дуалістичних міфів уявлення про Сатану (Люцифера, Мефістофеля) в співвідношенні з Богом розвивалися в народній літературі Середньовіччя та Нового часу, зокрема в легендах про Фауста. Використання образів народної літератури в найпізнішій європейській традиції призвело до включення в неї символіки дуалістичних міфів. Особливо це помітно в Гете, який займався проблемою полярності, в тому числі й у зв’язку з проблемою диявола як учасника міфологічної тетради разом з Трійцею.
У літературі XX століття символіка диявола та Бога знайшла зображення у прозі Поля Валері та Рюноске Акутаґави. Прямим продовженням теми книги Фауста став «Доктор Фаустус» Томаса Манна, де дуалістичні мотиви поєднані з проблематикою стосунків диявола та його жертви. Навпаки ж, строго дуалістичною будовою можна схарактеризувати «Майстра та Маргариту» Михайла Булгакова, де кожен персонаж відноситься до одного з різних часових планів при скасуванні усіх протилежностей у фіналі.